# Maja Mihalinec Zidar
Maja Mihalinec Zidar (né le 17 décembre 1989 à Mozirje) est une athlète slovène, spécialiste du sprint.

## Carrière
Maja Mihalinec fait ses débuts internationaux aux championnats du monde cadets 2005 à Marrakech, sur 100 m, 200 m et relais medley.
Sa carrière ne décolle qu'en 2015, à 24 ans, lorsqu'elle atteint les demi-finales du 60 m des championnats d'Europe en salle de Prague où elle termine sixième de sa course en 7 s 29, après avoir égalé en séries son record de 7 s 26. En août, elle remporte le championnat des Balkans sur 100 m en 11 s 34, record personnel, et décroche le bronze sur 200 m en 23 s 28, malgré un fort vent de face (- 2,3 m/s). Un mois plus tôt, elle signait 23 s 22 chez elle en Slovénie.
Sélectionnée pour les championnats du monde de Pékin, elle se qualifie pour les demi-finales grâce à un record personnel à 23 s 05, qu'elle abaisse ensuite à 23 s 04. Elle termine 19e des mondiaux, dont 7e européenne.
En 2016, elle atteint les demi-finales des deux distances aux championnats d'Europe d'Amsterdam, où elle abaisse par ailleurs son record sur la seconde distance, en 23 s 01 (+ 0,2 m/s). Le 15 août, à Rio de Janeiro, elle participe aux Jeux olympiques sur 200 m, mais ne passe pas le cap des séries (48e).
Blessée en 2017 et 2018, elle ne revient sérieusement à la compétition qu'en 2019. Sur 60 m, elle bat en 7 s 21 son record pour se classer 6e de la finale des championnats d'Europe en salle de Glasgow, sa première finale internationale. En juin, Maja Mihalinec remporte la médaille d’or du 100 m des Jeux européens de 2019 à Minsk en 11 s 36, dans le même temps que la deuxième, la Biélorusse Krystsina Tsimanouskaya. Le 16 juillet, à Padoue, elle bat son record sur 100 m en 11 s 27 (+ 1,1 m/s). Deux semaines plus tard, elle signe 11 s 20 aux championnats nationaux, mais temps qui ne peut être homologué en raison d'un vent trop fort (+ 3,4 m/s).
Le 3 septembre 2019, elle descend pour la première fois sous les 23 secondes au 200 m lors du Mémorial Hanžeković de Zagreb où elle s'impose en 22 s 88 (vent nul). Un mois plus tard, elle confirme aux championnats du monde de Doha en battant son record en séries en 22 s 78 (+ 0,7 m/s) puis en réalisant 22 s 81 en demi-finales, terminant 12e du classement général.
Trois semaines plus tard, à Wuhan, elle décroche le titre aux Jeux mondiaux militaires en 23 s 15.
En 2020, dans une saison écourtée par la pandémie de COVID-19, elle réalise 7 s 22 sur 60 m, à un centième de son record, 11 s 44 sur 100 m pour ses débuts en Ligue de diamant, à Monaco, et 23 s 18 sur 200 m.
En 2021, elle atteint à nouveau la finale du 60 m des championnats d'Europe en salle, cette fois en terminant 5e, et participe à ses deuxièmes Jeux olympiques, à Tokyo, où elle échoue à nouveau à se qualifier pour les demi-finales du 100 m et 200 m.
En pause maternité en 2022, elle revient à la compétition en 2023, avec 11 s 71 sur 100 m et 23 s 84 sur 200 m, remporte le titre national sur 200 m et 4 x 100 m, ainsi que l'argent sur 100 m.

## Vie privée
Mariée à Luka Zidar, ancien athlète spécialiste du saut en hauteur, elle donne naissance à une fille, Zara, le 1er juin 2022.

## Palmarès
| Date | Compétition                    | Lieu    | Résultat | Épreuve | Marque  |
| ---- | ------------------------------ | ------- | -------- | ------- | ------- |
| 2015 | Championnats du monde          | Pékin   | 19e      | 200 m   | 23 s 04 |
| 2019 | Championnats d'Europe en salle | Glasgow | 6e       | 60 m    | 7 s 21  |
| 2019 | Championnats du monde          | Doha    | 12e      | 200 m   | 22 s 81 |
| 2019 | Jeux mondiaux militaires       | Wuhan   | 1re      | 200 m   | 23 s 15 |
| 2021 | Championnats d'Europe en salle | Toruń   | 5e       | 60 m    | 7 s 26  |

## Records
| Épreuve | Épreuve   | Temps               | Lieu    | Date              |
| ------- | --------- | ------------------- | ------- | ----------------- |
| 60 m    | En salle  | 7 s 21              | Glasgow | 2 mars 2019       |
| 100 m   | Plein air | 11 s 27 (+ 1,1 m/s) | Padoue  | 16 juillet 2019   |
| 200 m   | Plein air | 22 s 78 (+ 0,7 m/s) | Doha    | 30 septembre 2019 |
| 200 m   | En salle  | 23 s 47             | Vienne  | 31 janvier 2015   |